# Konkordius z Arles
Svatý Konkordius z Arles byl ve 4. století mnich v opatství Lérins a později biskup Arles. Zemřel asi roku 343. Více oněm není známo.
Jeho svátek se slaví 1. ledna.

## Externí odkazy

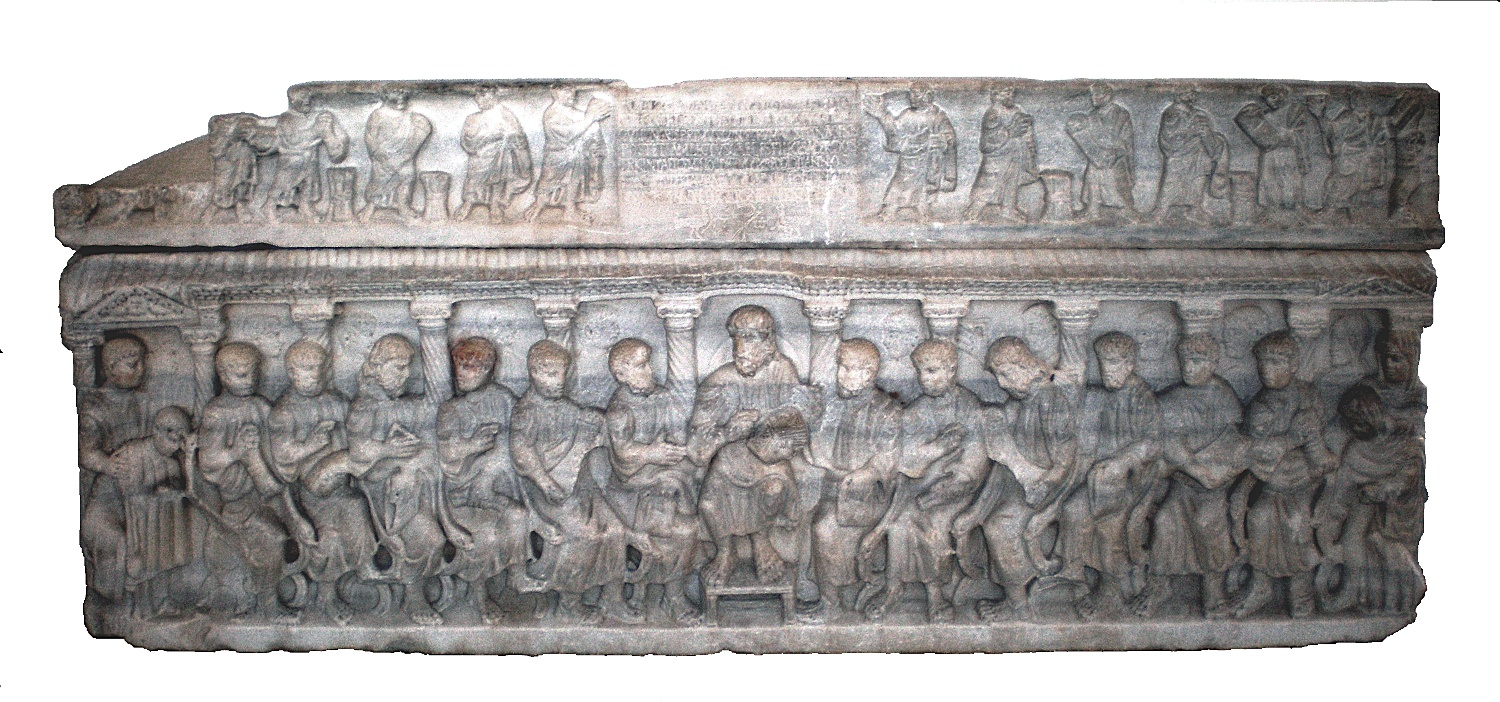
Sarkofág svatého Konkordia, Musée de l'Arles et de la Provence antiques, Arles